# Herbert Krille
Herbert Fritz Krille (* 2. Februar 1903 in Dresden; † 15. Dezember 1988) war ein deutscher Jurist und Verwaltungsbeamter.

## Leben
Herbert Krille, der ein Studium der Rechtswissenschaft absolvierte und zum Dr. jur. promovierte, trat 1923 in den Justizdienst ein. Er wechselte 1947 zum Hamburger Zentraljustizamt und war seit 1949 als Ministerialrat im Justizministerium des Landes Nordrhein-Westfalen tätig. 1950 erhielt er die Ernennung zum Ministerialdirigenten und wurde gleichzeitig mit der Leitung der Abteilung Strafrechtspflege und Strafvollzug betraut. Vom 1. Mai 1956 bis zum 28. Februar 1967 amtierte er im Justizministerium als Staatssekretär.

## Ehrungen
1967 wurde Krille mit dem Großen Verdienstkreuz mit Stern der Bundesrepublik Deutschland ausgezeichnet. Am 12. September 1988 erhielt er den Verdienstorden des Landes Nordrhein-Westfalen.